# Микрорайон Александра Космодемьянского
Микрорайон имени Алекса́ндра Космодемья́нского — микрорайон, входящий в состав Калининграда (до 1946 года — Метгетен, нем. Metgethen, в 1946—1956 годах — Лесное). Административно относится к Центральному району города. Население составляет примерно тридцать тысяч жителей.
Поселок в 2017 году переименован в микрорайон Алекса́ндра Космодемья́нского

## История
Первое упоминание о деревушке, называвшейся тогда Минтенгайтен относится к 1278 году. Тогда в ней жили пруссы. В 1432 году Метгетен стал владением влиятельному прусскому семейству Роедеров.
Метгетен был совсем небольшой деревней, или даже всего лишь хутором. Например в 1820 году он состоял из всего двух домов, а постоянных жителей было 29.
В конце XIX -начале XX века в лесу, окружавшем Метгетен, стали строиться загородные виллы.
В 1910 году в районе Метгетена была построена железная дорога. Вокруг железнодорожной станции вырос фактически новый посёлок, позаимствовавший название старой деревушки. 16 ноября 1928 года Метгетен вошёл в состав Кёнигсберга. Метгетен стал престижным пригородом Кёнигсберга. В посёлке располагалась престижная женская школа-интернат именем принцессы Цецилии (1913 год), школа пожарных (1939 год). Здесь было несколько религиозных общин: евангелическая Лесная часовня, баптистская часовня, католический приход.
Наиболее трагические события из истории посёлка связаны с Второй мировой войной. В Метгетене располагался концентрационный лагерь, в котором в чудовищных условиях содержались как военнопленные, так и гражданские лица, остарбайтеры. В ходе Восточно-Прусской операции, 30 января 1945 года, Метгетен был захвачен частями советской 39-й армии. В ходе контратаки 19 февраля немцам удалось вернуть себе Метгетен. Благодаря этому немцам удалось прорвать окружение Кёнигсберга и открыть коридор до Пиллау, что позволило эвакуироваться из Восточной Пруссии части войск вермахта и мирным беженцам.
По утверждениям немецко-фашистской пропаганды, несколько десятков мирных жителей Метгетена, включая детей, были изнасилованы и убиты советскими солдатами. Эти события известны в Германии как Массовое убийство в Метгетене.
Советские войска смогли заново овладеть Метгетеном только 13 апреля, уже после капитуляции Кёнигсберга (9 апреля).
После войны Метгетен был переименован в Лесное. В октябре 1956 года посёлок был назван в честь Александра Космодемьянского.

## Достопримечательности
Мемориал на братской могиле советских солдат (построен в 1971 году, архитекторы Е. Попова и В. Осипова скульпторы Оксана Аврамченко и Израиль Гершбург). На пьедестале установлено артиллерийское орудие ЗИС-3.
Здесь похоронены Герои Советского Союза:
- Евгений Иннокентьевич Бурыхин,
- Пётр Михайлович Дьяков,
- Константин Яковлевич Карташев.
- Бордунов Алексей Николаевич

## Инфраструктура
- Физкультурно-оздоровительный комплекс «АВТОТОР-Арена» включает в себя: бассейн олимпийского класса на 10 дорожек, длиной 50 метров, шириной 25 метров и глубиной 3 метра, сертифицированный по стандартам FINA и оснащенный подъемным дном и передвижной платформой и многоуровневой системой; очистки воды ультрафиолетом, что не имеет аналогов в Калининградской области, - бассейн для обучения детей плаванию, в том числе младенцев; - крытый футбольный манеж, оборудованный полем с искусственным покрытием от фирмы «Polytan» (Германия), сертифицированным по стандартам FIFA. Это единственное крытое футбольное поле в России, обладающее сертификатом FIFA; - универсальный игровой зал для занятий баскетболом, волейболом, гандболом и другими видами спорта; - самый крупный в России скалодром высотой 17 метров. - залы бокса, хореографии; борьбы; аэробики; йоги; фитнес-зал; - СПА-центр На территории есть уличные площадки для мини-футбола, волейбола, баскетбола; крытый корт для бадминтона и тенниса; открытая тренажерная площадка, скейт-парк; памп-трек для велосипедистов, спортивный парк.

## Транспорт
Микрорайон Александра Космодемьянского связан с Калининградом автобусными маршрутами №8 (до Южного вокзала), №32 (до автошколы в конце ул.Александра Невского), №5. Раньше в посёлок ходили троллейбусы маршрутов №3 (ранее укорочен до Центрального парка, ныне отменен) и №4 (ныне отменён),троллейбусы маршрутов №5 (отменен) до ул.Ульяны Громовой и №6 до улицы Гайдара (отменен). Также имеются два маршрутных такси - №92 (до мкр. Юго-Восток) и №70 (до СК Янтарный).